# Ведомственная пожарная охрана
Ведомственная пожарная охрана — вид пожарной охраны.
Федеральные органы исполнительной власти, организации в целях обеспечения пожарной безопасности могут создавать органы управления и подразделения ведомственной пожарной охраны.
Порядок организации, реорганизации, ликвидации органов управления и подразделений ведомственной пожарной охраны, условия осуществления их деятельности, несения службы личным составом определяются соответствующими положениями, согласованными с Государственной противопожарной службой.
При выявлении нарушения требований пожарной безопасности, создающего угрозу возникновения пожара и безопасности людей на подведомственных организациях, ведомственная пожарная охрана имеет право приостановить полностью или частично работу организации (отдельного производства), производственного участка, агрегата, эксплуатацию здания, сооружения, помещения, проведение отдельных видов работ.
Контроль за обеспечением пожарной безопасности дипломатических и консульских учреждений Российской Федерации, а также представительств Российской Федерации за рубежом осуществляется в соответствии с законодательством Российской Федерации, если иное не предусмотрено международными договорами Российской Федерации.

## Транспортные средства
В России законодательно установлено выделение контроля за обеспечением пожарной безопасности при эксплуатации воздушных, морских, речных и железнодорожных транспортных средств, плавающих морских и речных средств и сооружений из общего порядка. Контроль осуществляется соответствующими федеральными органами исполнительной власти.

## История пожарной охраны железнодорожного транспорта

### Железнодорожные пожарные команды в Российской империи
В Российской империи в 1892 году было 2 железнодорожные пожарные команды .

### ВПО ЖДТ в советский период (1918—1991)
4 мая 1921 года в соответствии с постановлением Совета Труда и Обороны РСФСР «Об организации дежурных пожарных поездов» с 15 мая по 1 ноября 1921 г. НКВД и НКПС организовывали и ввели в действие 7 дежурных пожарных поездов (места стоянки: Москва, Бологое, Вологда, Смоленск, Курск, Самара, Екатеринбург). Для осуществления этих мероприятий было выделено 500 млн рублей. В результате принятых мер число пожаров на железных дорогах с 3718 в 1920 г. снизилось до 2369 — в 1922 г.
В 1930 году проведена военизация пожарной охраны транспорта, на базе которой создана военизированная пожарная охрана НКПС СССР. Срок службы военизированного состава составлял не менее двух лет.
В августе 1932 года осуществлено объединение Стрелковой Охраны Путей Сообщения и военизированной пожарной охраны НКПС под прямым руководством Центрального управления Военизированной охраны путей сообщения, вновь организованного в структуре НКПС СССР.
2 декабря 1933 г. НКПС утвердило Положение о пожарных поездах на железнодорожном транспорте, согласно которому пожарный поезд состоял из насосной станции (4-хосный товарный вагон с агрегатами), двух оборудованных и утеплённых цистерн или тендеров для воды.
С началом Великой Отечественной войны работа железнодорожного транспорта была подчинена обеспечению воинских перевозок, бесперебойной и быстрой доставке грузов для нужд армии. Военизированная пожарная охрана была переименована в Военизировано-пожарную охрану НКПС.
Примеры проявления героизма:
В июле 1941 года  результате налета вражеских самолетов на станцию Орша Западной ж.д., возник большой пожар, охвативший пакгаузы и подвижной состав товарного парка. В парке находился эшелон с боеприпасами — снарядами. Распространение пожара угрожало серьезными последствиями для узла.
Командир Воробьев и политрук пожарной команды Михеенко личным примером организовали состав пожарной команды на тушение пожара и исключительно в тяжелых условиях: бомбежка станции продолжалась, вражеские самолеты поливали работающую на пожаре команду пулеметным огнём; пожарные рукава в нескольких местах были простреляны; сверху сыпались осколки от рвущихся снарядов. Пожарная команда мужественно ликвидировала очаги пожаров и отстояла от загораний завод и керосиновый склад.
Большой заслугой пожарной команды является спасение 150 человек железнодорожников, заваленных в результате бомбежки в убежище — в подвале горевшего пакгауза
Тяжелая обстановка в 1942 году сложилась на ст. Новороссийск, где при налетах авиации противника возникало множество сильных пожаров. Для их ликвидации туда был направлен пожарный поезд станции Краснодар. В один из налетов 1942 г. в северной горловине парка был разбомблен состав с нефтью. Возник пожар. Горели одновременно более полутора десятков цистерн. Имеющимися средствами локализовать пожар не представлялось возможным, и начальник караула С. А. Хряпа принял решение — пропитать одеяла глинистым раствором и ими накрывать горловины и пробоины цистерн. Применив такой метод, пожарные локализовали пожар, а затем и погасили его. За этот подвиг С. А. Хряпа был награжден орденом «Красной звезды», а личный состав поезда медалями «За отвагу».
В 1949—1991 годы пожарные подразделения входили в состав военизированной охраны Министерства путей сообщения СССР и осуществляли:
- пожарно-профилактическую работу на железнодорожном транспорте;
- тушение пожаров, возникающих на железнодорожных объектах;
- обучение и руководство добровольными пожарными дружинами из работников железнодорожного транспорта[12] .

### ВПО ЖДТстран постсоветского пространства(с 1991 года)

#### Российская Федерация
В 2001—2005 годы пожарные подразделения входили в состав ведомственной охраны Министерства путей сообщения Российской Федерации
С 2008 г. ведомственная пожарная охрана железнодорожного транспорта Российской Федерации является составной частью ведомственной охраны Федерального агентства железнодорожного транспорта (федерального государственного предприятия «Ведомственная охрана железнодорожного транспорта Российской Федерации»). К её подразделениям относятся пожарные поезда и пожарные команды.

## Пожарная охрана лесного хозяйства
Ведомственная пожарная охрана лесов Российской Федерации от пожаров осуществляется ФБУ «Авиалесоохрана» в составе Федерального агентства лесного хозяйства (Рослесхоза). Существует с 1936 года (Всесоюзный трест лесной авиации, Центральная база авиационной охраны лесов, Производственное объединение «Авиалесоохрана»). В 2006 году в состав Авиалесоохраны входило 23 региональных авиабаз и одно авиазвено, где функционировало 262 структурных подразделения: 157 авиаотделений, 81 авиагруппа, 24 оперативные точки и 7 механизированных отрядов. Среднесписочная численность работников Авиалесоохраны на 2006 год составила 6399 человек, в том числе лётчиков-наблюдателей 360.
Фактическое тушение подавляющего большинства лесных пожаров в труднодоступных территориях производится именно сотрудниками Авиалесоохраны. Присутствующие при этом представители МЧС осуществляют только отслеживание угроз близлежащим населённым пунктам на случай экстренной эвакуации населения.
В двух федеральных округах (Дальневосточном и Сибирском) были созданы Лесопожарные региональные центры по предупреждению и ликвидации лесных пожаров, сбору и обработке информации о лесных пожарах и проведения оперативного маневрирования силами и средствами пожаротушения.
Одним из значимых достижений Авиалесоохраны является разработка и ввод в эксплуатацию в 2005 году информационной системы дистанционного мониторинга лесных пожаров Федерального агентства лесного хозяйства (ИСДМ-Рослесхоз). По оценкам специалистов, ИСДМ-Рослесхоз стала фактически единственной в России системой экологического мониторинга, работающей в масштабе всей страны в режиме реального времени.
Органы управления лесами субъектов Российской Федерации создают специализированные лесопожарные учреждения, призванные обеспечивать проведение профилактических противопожарных мероприятий (создание минерализованных полос, установку шлагбаумов), а также вести борьбу с возникающими лесными пожарами. В ведении данных учреждений находятся пожарно-химические станции, оснащённые необходимой автомобильной и тракторной техникой, системы видеонаблюдения.

## Ведомственная пожарная охрана войск национальной гвардии Российской Федерации
В структуру Федеральной службы войск национальной гвардии Российской Федерации входит ведомственная пожарная охрана войск национальной гвардии Российской Федерации (ВПО), действующая на основании Федерального закона «О пожарной безопасности». В состав ВПО входят: подразделение центрального аппарата Росгвардии, координирующее деятельность органов управления и подразделений ВПО, инспекции государственного пожарного надзора оперативно-территориальных объединений, инспекции (пожарной безопасности) территориальных органов Росгвардии, инспекции (группы) пожарной безопасности соединений и воинских частей, противопожарные службы, службы противопожарной защиты и спасательных работ воинских частей.